# ريتشارد ريلي
ريتشارد ريلي (بالإنجليزية: Richard Riehle)‏ (و. 1948 – م) هو ممثل، وممثل مسرحي، وممثل أفلام، وممثل تلفزيوني من الولايات المتحدة الأمريكية . ولد في مينوموني فولز، ويسكونسن.

## التعليم
تعلم في نوتردام، وتحصل منها على بكالوريوس في الفنون، وجامعة مينيسوتا

## روابط خارجية
- ريتشارد ريلي على موقع IMDb (الإنجليزية)
- ريتشارد ريلي على موقع قاعدة بيانات الأفلام العربية
- ريتشارد ريلي على موقع ألو سيني (الفرنسية)
- ريتشارد ريلي على موقع أول موفي (الإنجليزية)
- ريتشارد ريلي على موقع قاعدة بيانات برودواي على الإنترنت (الإنجليزية)
- ريتشارد ريلي على موقع قاعدة بيانات الأفلام السويدية (السويدية)
- ريتشارد ريلي على موقع إن إن دي بي (الإنجليزية)
- ريتشارد ريلي على موقع قاعدة بيانات الفيلم (الإنجليزية)
- ريتشارد ريلي على موقع كينوبويسك (الروسية)